# Théâtre Merlin
Le Théâtre Merlin (en hongrois Merlin Színház) est un théâtre situé dans le quartier de Belváros (5e arrondissement) à Budapest. 